# Cuka

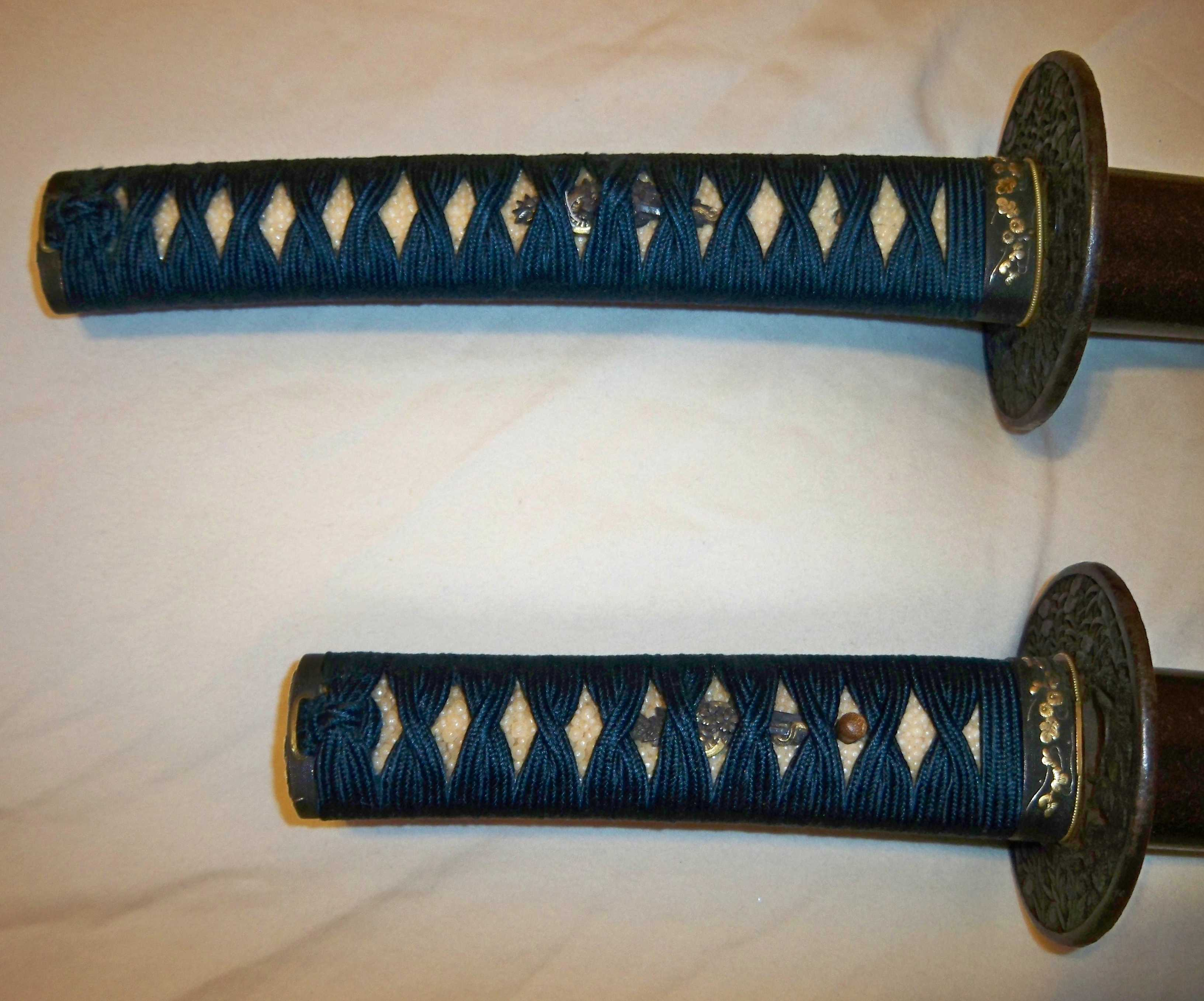
Cuka

Cuka (japonsky 柄) je označení pro rukojeť japonských mečů a dýk. Výroba cuky, stejně jako výroba japonských mečů, měla svá pevná pravidla a proto jsou rukojeti japonských mečů a dýk lépe identifikovatelné než meče evropské. To má poměrně velký význam, neboť rukojeť lze zařadit do jednotlivého období a lze tak lépe poznat pravost meče.
Cuka byla nejčastěji vyrobena ze dřeva zbylého při výrobě pochvy, což právě usnadňuje případnou problémovou identifikaci u muzejních exponátů. Oba její konce byly okovány což mělo zajistit její pevnost. Poté byla potažena rejnočí nebo žraločí kůží a omotána opletem, který je buď z kožených řemínků, nebo z bavlny popř. hedvábí. Oplet je tak tvořen buď točenou šňůrou anebo pruhem látky, po vypletení byl oplet vypnut tzv. menuki, což v podstatě byly kovové podložky. Celý oplet je zakončen ozdobným tzv. zakončovacím uzlem.
K řapu byla cuka připevňována čepy - mekugi.